# 스쿠비 두 2: 몬스터 대소동
《스쿠비 두 2 - 몬스터 대소동》(영어: Scooby Doo 2: Monsters Unleashed)는 미국에서 제작된 라자 고스넬 감독의 2004년 액션, 모험, 코미디, 가족, 판타지, 미스터리 영화이며 영화 스쿠비 두의 속편이다. 매튜 릴라드, 사라 미셸 겔러, 프레디 프린즈 주니어, 린다 카델리니 등이 주연으로 출연하였고 찰스 로벤 등이 제작에 참여하였다.

## 출연

### 주연
- 매튜 릴라드 - 셰기
- 사라 미셸 겔러 - 대프니
- 프레디 프린즈 주니어 - 프레디
- 린다 카델리니 - 벨라
- 닐 패닝 - 스쿠비 두

### 조연
- 세스 그린 - 패트릭
- 알리시아 실버스톤 - 헤더 재스퍼
- 자프 파루 - 네드
- 팀 블레이크 넬슨 - 야고보
- 피터 보일 - 위클스

## 기타
- 원조: 윌리엄 한나
- 원조: 조지프 바버라
- 공동제작: 앨런 글라저
- 공동제작: 제임스 건
- 협력프로듀서: 리처드 코원
- 미술: 빌 보스
- 세트: 테드 쿠체라
- 의상: 리사 에반스
- 시각효과부문: 대니 김
- 배역: 마리 베뉴

## 한국어 더빙 성우진(SBS)
- 오인성 - 셰기(매튜 릴라드)
- 이인성 - 스쿠비 두(닐 패닝)
- 표영재 - 프레디(프레디 프린즈 주니어)
- 박소라 - 대프니(사라 미셸 겔러)
- 민지 - 벨라(린다 카델리니)
- 엄상현 - 패트릭(세스 그린)
- 조현정 - 헤더 재스퍼(알리시아 실버스톤)
- 서문석 - 야고보(팀 블레이크 넬슨) / 가면을 쓴남자(스콧 맥닐)
- 김용준 - 네드(자프 파루) / 남자(마크 버제스)
- 박신희 - 여자 아이(브레나 오브라이언)
- 홍진욱 - 위클스(피터 보일) / 흑기사 유령(케빈 듀랜드)